# FK Sputnik Retschyza
Der FK Sputnik Retschyza ist ein belarussischer Fußballverein aus Retschyza.

## Geschichte
Der Verein wurde 2017 gegründet. 2019 spielte die Mannschaft erstmals in der Perschaja Liha. Seit 2021 spielen sie in der Wyschejschaja Liha.

## Erfolge
- Belarussische Zweitligameisterschaft: 2020